# Coupe d'Italie de football 1935-1936
Navigation
Coupe d'Italie 1926-1927 Coupe d'Italie 1936-1937
La Coupe d'Italie de football 1935-1936, est la 3e édition de la Coupe d'Italie.

## Déroulement de la compétition

### Participants

#### Serie A (D1)
16 clubs de Serie A sont engagés en Coupe d'Italie.

#### Serie B (D2)
18 clubs de Serie B sont engagés en Coupe d'Italie.

#### Serie C (D3)
64 clubs de Serie C sont engagés en Coupe d'Italie.

#### Seconda Divisione (D5)
1 club de Seconda Divisione est engagé en Coupe d'Italie.

### Calendrier
| Phase              | Tour            | Dates                               |
| ------------------ | --------------- | ----------------------------------- |
| Phase préliminaire | 1er tour        | 14 - 15 septembre 1935              |
| Phase préliminaire | 2e tour         | 27 - 28 octobre 1935                |
| Phase préliminaire | 3e tour         | 23 - 24 novembre 1935               |
| Phase finale       | 1/16e de finale | 25 décembre 1935 - 1er janvier 1936 |
| Phase finale       | 1/8e de finale  | 18 janvier - 21 mai 1936            |
| Phase finale       | 1/4 de finale   | 24 mai 1936                         |
| Phase finale       | 1/2 finales     | 31 mai 1936                         |
| Phase finale       | Finale          | 11 juin 1936                        |

## Résultats

### Premier tour
Les 64 équipes de Serie C entrent en jeu à ce tour, divisées en quatre groupes formés sur des bases géographiques, chacun de ces groupes comptant 16 équipes.

#### Groupe A (Nord-Est)
| Division        | Club                   | Score      | Club                   | Division     |
| --------------- | ---------------------- | ---------- | ---------------------- | ------------ |
| Serie C (D3)    | US Anconitana-Bianchi  | 4 - 1      | GSF Giovanni Grion     | Serie C (D3) |
| Serie C (D3)    | US Fiumana             | 3 - 2      | US Forlimpopoli        | Serie C (D3) |
| Serie C (D3)    | AS Jesi                | 1 - 2 a.p. | GSF Rovigo             | Serie C (D3) |
| Serie C (D3)    | Mantoue Sportiva       | 1 - 1 a.p. | SPL Alma Juventus Fano | Serie C (D3) |
| Serie C (D3)    | AC Padoue              | 0 - 0 a.p. | AFC Venise             | Serie C (D3) |
| Serie C (D3)    | AS Pro Gorizia         | 2 - 1      | AC Trévise             | Serie C (D3) |
| Serie C (D3)    | AC Udinese             | 4 - 3      | AS Trente              | Serie C (D3) |
| Serie C (D3)    | AFC Vicence            | 3 - 4      | US Libertas Rimini     | Serie C (D3) |
| Matches rejoués |                        |            |                        |              |
| Serie C (D3)    | SPL Alma Juventus Fano | 2 - 2 a.p. | Mantoue Sportiva       | Serie C (D3) |
| Serie C (D3)    | AFC Venise             | 2 - 1      | AC Padoue              | Serie C (D3) |

#### Groupe B (Lombardie-Émilie)
| Division     | Club           | Score           | Club                        | Division     |
| ------------ | -------------- | --------------- | --------------------------- | ------------ |
| Serie C (D3) | US Cremonese   | 2 - 0 (forfait) | AC Comense                  | Serie C (D3) |
| Serie C (D3) | US Omegnese    | 1 - 2           | AC Crema                    | Serie C (D3) |
| Serie C (D3) | DA Falck       | 2 - 1 a.p.      | Pro Patria et Libertate USB | Serie C (D3) |
| Serie C (D3) | AC Gallaratese | 2 - 1           | AS Biellese                 | Serie C (D3) |
| Serie C (D3) | AC Lecco       | 0 - 2           | FC Legnano                  | Serie C (D3) |
| Serie C (D3) | Parme AS       | 3 - 1           | AS Fanfulla                 | Serie C (D3) |
| Serie C (D3) | AC Reggiana    | 4 - 1           | Plaisance Sportiva          | Serie C (D3) |
| Serie C (D3) | AS Seregno     | 2 - 0           | AC Monza                    | Serie C (D3) |

#### Groupe C (Nord-Ouest)
| Division     | Club                  | Score | Club           | Division     |
| ------------ | --------------------- | ----- | -------------- | ------------ |
| Serie C (D3) | AC Andrea Doria       | 5 - 3 | AC Asti        | Serie C (D3) |
| Serie C (D3) | ASF Empoli            | 1 - 0 | US Pontedera   | Serie C (D3) |
| Serie C (D3) | US Imperia            | 3 - 1 | AC Derthona    | Serie C (D3) |
| Serie C (D3) | CS Aquila Montevarchi | 2 - 1 | US Pontedecimo | Serie C (D3) |
| Serie C (D3) | US Sanremese          | 2 - 0 | Spezia FBC     | Serie C (D3) |
| Serie C (D3) | AC Savone             | 1 - 2 | AC Entella     | Serie C (D3) |
| Serie C (D3) | FS Sestrese           | 2 - 1 | ACFL Rivarolo  | Serie C (D3) |
| Serie C (D3) | US Ventimigliese      | 4 - 2 | AS Casale      | Serie C (D3) |

#### Groupe D (Centre-Sud)
| Division     | Club               | Score           | Club                 | Division     |
| ------------ | ------------------ | --------------- | -------------------- | ------------ |
| Serie C (D3) | AC Bénévent        | 2 - 1           | AS Cosenza           | Serie C (D3) |
| Serie C (D3) | USF Catanzarese    | 4 - 1           | SS Signa             | Serie C (D3) |
| Serie C (D3) | SS Civitavecchiese | 5 - 1           | Polisportiva Fermana | Serie C (D3) |
| Serie C (D3) | US Nissena         | 2 - 0 (forfait) | SC Juventus          | Serie C (D3) |
| Serie C (D3) | AC Pescara         | 1 - 0           | SC Lucano            | Serie C (D3) |
| Serie C (D3) | US Sempre Avanti   | 2 - 0           | US Caglliari         | Serie C (D3) |
| Serie C (D3) | USF Salernitana    | 3 - 1           | US Bagnolese         | Serie C (D3) |
| Serie C (D3) | FS Savoia          | 2 - 1 a.p.      | US Cerignola         | Serie C (D3) |

### Deuxième tour

#### Groupe A (Nord-Est)
| Division        | Club                  | Score      | Club                   | Division     |
| --------------- | --------------------- | ---------- | ---------------------- | ------------ |
| Serie C (D3)    | US Anconitana-Bianchi | 1 - 2      | SPL Alma Juventus Fano | Serie C (D3) |
| Serie C (D3)    | US Libertas Rimini    | 1 - 1 a.p. | AS Pro Gorizia         | Serie C (D3) |
| Serie C (D3)    | GSF Rovigo            | 2 - 0      | AC Udinese             | Serie C (D3) |
| Serie C (D3)    | AFC Venise            | 2 - 0      | US Fiumana             | Serie C (D3) |
| Matches rejoués |                       |            |                        |              |
| Serie C (D3)    | AS Pro Gorizia        | 3 - 0      | US Libertas Rimini     | Serie C (D3) |

#### Groupe B (Lombardie-Émilie)
| Division     | Club         | Score            | Club             | Division     |
| ------------ | ------------ | ---------------- | ---------------- | ------------ |
| Serie C (D3) | AC Crema     | 0 - 1            | AC Reggiana      | Serie C (D3) |
| Serie C (D3) | FC Legnano   | 2 - 0 (forfait), | DA Falck         | Serie C (D3) |
| Serie C (D3) | AS Seregno   | 2 - 3            | Mantoue Sportiva | Serie C (D3) |
| Serie C (D3) | US Cremonese | 1 - 0            | AC Gallaratese   | Serie C (D3) |

#### Groupe C (Nord-Ouest)
| Division     | Club        | Score | Club                  | Division     |
| ------------ | ----------- | ----- | --------------------- | ------------ |
| Serie C (D3) | Parme AS    | 3 - 1 | CS Aquila Montevarchi | Serie C (D3) |
| Serie C (D3) | AC Entella  | 0 - 1 | US Ventimigliese      | Serie C (D3) |
| Serie C (D3) | US Imperia  | 3 - 4 | US Sanremese          | Serie C (D3) |
| Serie C (D3) | FS Sestrese | 2 - 1 | AC Andrea Doria       | Serie C (D3) |

#### Groupe D (Centre-Sud)
| Division     | Club               | Score      | Club             | Division     |
| ------------ | ------------------ | ---------- | ---------------- | ------------ |
| Serie C (D3) | USF Catanzarese    | 6 - 0      | AC Bénévent      | Serie C (D3) |
| Serie C (D3) | SS Civitavecchiese | 3 - 2 a.p. | FS Savoia        | Serie C (D3) |
| Serie C (D3) | ASF Empoli         | 1 - 2      | US Sempre Avanti | Serie C (D3) |
| Serie C (D3) | USF Salernitana    | 0 - 1      | US Nissena       | Serie C (D3) |

#### Qualification pour les clubs de Serie B
| Division        | Club                 | Score      | Club                 | Division     |
| --------------- | -------------------- | ---------- | -------------------- | ------------ |
| Serie B (D2)    | Atalanta BC          | 0 - 2      | US VP Viareggio      | Serie B (D2) |
| Serie B (D2)    | US Lucchese Libertas | 2 - 2 a.p. | AS Aquila            | Serie B (D2) |
| Matches rejoués |                      |            |                      |              |
| Serie B (D2)    | AS Aquila            | 2 - 0      | US Lucchese Libertas | Serie B (D2) |

### Troisième tour
| Division        | Club                   | Score      | Club               | Division     |
| --------------- | ---------------------- | ---------- | ------------------ | ------------ |
| Serie B (D2)    | AC Novare              | 5 - 1      | GC Vigevanesi      | Serie B (D2) |
| Serie B (D2)    | US Pro Verceil         | 2 - 1      | FC Legnano         | Serie C (D3) |
| Serie C (D3)    | SPL Alma Juventus Fano | 2 - 1      | AC Vérone          | Serie B (D2) |
| Serie B (D2)    | SS Catane              | 4 - 0      | SS Civitavecchiese | Serie C (D3) |
| Serie C (D3)    | US Cremonese           | 3 - 1      | Mantoue Sportiva   | Serie C (D3) |
| Serie B (D2)    | US Livourne            | 5 - 0      | AC Sienne          | Serie B (D2) |
| Serie B (D2)    | AC Messine             | 1 - 0      | US Sempre Avanti   | Serie C (D3) |
| Serie C (D3)    | US Nissena             | 2 - 2 a.p. | USF Catanzarese    | Serie C (D3) |
| Serie B (D2)    | Pise SC                | 3 - 1      | AS Aquila          | Serie B (D2) |
| Serie C (D3)    | AC Reggiana            | 1 - 0      | US VP Viareggio    | Serie B (D2) |
| Serie C (D3)    | GSF Rovigo             | 2 - 1      | AS Pro Gorizia     | Serie C (D3) |
| Serie C (D3)    | US Sanremese           | 3 - 2      | Parme AS           | Serie C (D3) |
| Serie C (D3)    | FS Sestrese            | 3 - 0      | US Ventimigliese   | Serie C (D3) |
| Serie B (D2)    | SPAL                   | 1 - 1 a.p. | Modène FC          | Serie B (D2) |
| Serie B (D2)    | AS Tarente             | 1 - 1 a.p. | US Foggia          | Serie B (D2) |
| Serie C (D3)    | AFC Venise             | 2 - 1      | US Pistoiese       | Serie B (D2) |
| Matches rejoués |                        |            |                    |              |
| Serie C (D3)    | USF Catanzarese        | 4 - 1      | US Nissena         | Serie C (D3) |
| Serie B (D2)    | Modène FC              | 3 - 2 a.p. | SPAL               | Serie B (D2) |
| Serie B (D2)    | US Foggia              | 2 - 1      | AS Tarente         | Serie B (D2) |

### Seizièmes de finale
Les 16 équipes de Serie A entrent en jeu à ce tour.
| Division        | Club                   | Score     | Club               | Division     |
| --------------- | ---------------------- | --------- | ------------------ | ------------ |
| Serie A (D1)    | AS Ambrosiana-Inter    | 4 - 0     | FBC Brescia        | Serie A (D1) |
| Serie A (D1)    | Bologne AGC            | 1 - 0     | AC Novare          | Serie B (D2) |
| Serie B (D2)    | SS Catane              | 1 - 0     | AC Palerme         | Serie A (D1) |
| Serie C (D3)    | SPL Alma Juventus Fano | 2 - 4     | Milan FC           | Serie A (D1) |
| Serie A (D1)    | AC Fiorentina          | 8 - 0     | FS Sestrese        | Serie C (D3) |
| Serie B (D2)    | US Foggia              | 0 - 4     | AS Rome            | Serie A (D1) |
| Serie A (D1)    | SS Lazio               | 2 - 0     | AFC Venise         | Serie C (D3) |
| Serie B (D2)    | US Livourne            | 7 - 2     | USF Catanzarese    | Serie C (D3) |
| Serie B (D2)    | AC Messine             | 2 - 4     | AC Sampierdarenese | Serie A (D1) |
| Serie B (D2)    | Modène FC              | 5 - 0     | US Pro Verceil     | Serie B (D2) |
| Serie C (D3)    | US Sanremese           | 1 - 4     | FBC Juventus       | Serie A (D1) |
| Serie A (D1)    | FBC Torino             | 2 - 0     | AC Reggiana        | Serie C (D3) |
| Serie A (D1)    | US Triestina           | 1 - 1 a.p | GSF Rovigo         | Serie C (D3) |
| Serie C (D3)    | US Cremonese           | 1 - 4     | Alexandrie US      | Serie A (D1) |
| Serie A (D1)    | AC Gênes 1893          | 3 - 2     | Pise SC            | Serie B (D2) |
| Serie A (D1)    | AC Naples              | 2 - 1     | US Bari            | Serie A (D1) |
| Matches rejoués |                        |           |                    |              |
| Serie C (D3)    | GSF Rovigo             | 1 - 3     | US Triestina       | Serie A (D1) |

### Huitièmes de finale
| Division     | Club                | Score      | Club               | Division     |
| ------------ | ------------------- | ---------- | ------------------ | ------------ |
| Serie A (D1) | SS Lazio            | 2 - 1      | AS Rome            | Serie A (D1) |
| Serie A (D1) | Milan FC            | 3 - 0      | Bologne AGC        | Serie A (D1) |
| Serie A (D1) | Alexandrie US       | 4 - 0      | Modène FC          | Serie B (D2) |
| Serie A (D1) | AC Fiorentina       | 3 - 0      | AC Gênes 1893      | Serie A (D1) |
| Serie B (D2) | US Livourne         | 5 - 3 a.p. | AC Sampierdarenese | Serie A (D1) |
| Serie A (D1) | AC Naples           | 3 - 1      | US Triestina       | Serie A (D1) |
| Serie A (D1) | FBC Torino          | 8 - 2      | SS Catane          | Serie B (D2) |
| Serie A (D1) | AS Ambrosiana-Inter | 0 - 1      | FBC Juventus       | Serie A (D1) |

### Quarts de finale
| Division     | Club          | Score | Club          | Division     |
| ------------ | ------------- | ----- | ------------- | ------------ |
| Serie A (D1) | Alexandrie US | 1 - 0 | SS Lazio      | Serie A (D1) |
| Serie A (D1) | FBC Juventus  | 1 - 3 | AC Fiorentina | Serie A (D1) |
| Serie A (D1) | AC Naples     | 1 - 2 | Milan FC      | Serie A (D1) |
| Serie A (D1) | FBC Torino    | 4 - 2 | US Livourne   | Serie B (D2) |

### Demi-finale
| Division     | Club          | Score | Club          | Division     |
| ------------ | ------------- | ----- | ------------- | ------------ |
| Serie A (D1) | Alexandrie US | 1 - 0 | Milan FC      | Serie A (D1) |
| Serie A (D1) | FBC Torino    | 2 - 0 | AC Fiorentina | Serie A (D1) |

### Finale
| Division     | Club       | Score | Club          | Division     |
| ------------ | ---------- | ----- | ------------- | ------------ |
| Serie A (D1) | FBC Torino | 5 - 1 | Alexandrie US | Serie A (D1) |